# Patrycja Balmas
Patrycja Balmas z d. Polak (ur. 23 lutego 1991 r. w Iławie) – polska siatkarka grająca na pozycji przyjmującej, reprezentantka Polski we wszystkich kategoriach wiekowych. 

## Przebieg kariery
Polak wywodzi się z Iławy i to w rodzinnym mieście, w wieku 10 lat trafiła na pierwsze zajęcia siatkarskie, a kilka lat później na pierwszy trening w klubie MKS Zryw-Volley. W sezonie 2005/2006 z reprezentacją województwa uczestniczyła w Turnieju Nadziei Olimpijskich (3. miejsce) i Ogólnopolskiej Olimpiadzie Młodzieży (2. miejsce), a z klubem w  mistrzostwach Polski młodziczek (2. miejsce). Dobre występy zaowocowały powołaniem do kadry narodowej kadetek oraz propozycją dalszego kształcenia w Szkole Mistrzostwa Sportowego w Sosnowcu. Po roku opuściła SMS i iławski klub, przenosząc się do klubu Budowlani Toruń. Barwy pierwszoligowego zespołu reprezentowała nie tylko wśród kadetek czy juniorek; jako 16-latka debiutowała już w rozgrywkach seniorskich. Z Budowlanymi osiągnęła czwarte miejsce na mistrzostwach Polski kadetek, zaś w drużynie województwa sięgnęła po srebro Ogólnopolskiej Olimpiady Młodzieży. W tym samym czasie była też powoływana do reprezentacji Polski juniorek.
Latem 2008 roku Polak przeniosła się do Pałacu Bydgoszcz, jednak pierwszy sezon ponownie spędziła w sosnowieckiej Szkole Mistrzostwa Sportowego. W 2009 roku rozpoczęła regularne występy w pierwszym zespole Pałacu, wciąż jednak udzielała się także w drużynach młodzieżowych – w 2010 roku została wybrana najbardziej wartościową zawodniczką turnieju o mistrzostwo Polski juniorek. „Pałacanki” sięgnęły wówczas po złoty medal, poprawiając tym samym drugą lokatę wywalczoną rok wcześniej. Także w 2010 roku Polak po raz pierwszy została powołana przez selekcjonera Jerzego Matlaka do reprezentacji seniorek na turniej w Montreux. W tym samym czasie – mimo zainteresowania ze strony innych drużyn – przedłużyła kontrakt z bydgoskim Pałacem. W roku 2011 znalazła się w szerokiej kadrze reprezentacji narodowej na sezon 2011.
Latem 2012 roku, mimo zamieszania wokół podpisania kontraktu, Patrycja Polak została zawodniczką Impelu Wrocław. Dobre występy sprawiły, że w 2013 roku została powołana przez Piotra Makowskiego do kadry na cykl Grand Prix. Sezon 2013/2014 był dla siatkarki z Iławy wyjątkowo nieudany – Polak straciła miejsce w składzie (w kilkunastu meczach swojej drużyny pojawiła się na parkiecie w zaledwie sześciu setach), dlatego też postanowiła opuścić Impel. Kontrakt zawodniczki rozwiązano za porozumieniem stron w styczniu 2014 roku, a Polak wkrótce związała się półrocznym kontraktem z włoskim drugoligowcem, Crovegli Reggio Emilia.
Po zakończeniu sezonu Polak raz jeszcze związała się z Pałacem Bydgoszcz, gdzie ponownie została podstawową zawodniczką zespołu. Zaledwie rok później, została siatkarką Beng Rovigo występującego we włoskiej Serie A2. Drużyna Polak nie zdołała uratować się przed spadkiem, zaś sama przyjmująca postanowiła wrócić do rodzimej ligi. Latem 2016 roku podpisała kontrakt z beniaminkiem ekstraklasy, Budowlanymi Toruń, którego barwy reprezentowała dziewięć sezonów wcześniej. Następnie występowała przez sezon w klubie MKS Dąbrowa Górnicza, a później wróciła do Pałacu Bydgoszcz, gdzie grała przez dwa kolejne sezony (po sezonie 2019/2020 wzięła urlop macierzyński, przerwa od występów potrwała rok) oraz podczas sezonu 2021/2022. 14 stycznia 2022 rozwiązała umowę z klubem za porozumieniem stron ze względu na przyczyny zdrowotne.

## Sukcesy klubowe
Mistrzostwa Polski Młodziczek:
- 2007[3]

Mistrzostwa Polski Juniorek:
- 2010[10]
- 2009[3]